# Kanton Juvigny-sous-Andaine
Juvigny-sous-Andaine is een voormalig kanton van het Franse departement Orne. Het kanton maakte deel uit van het arrondissement Alençon.
Het werd opgeheven bij decreet van 25 februari 2014, met uitwerking op 22 maart 2015. De gemeenten werden opgenomen in het op die dag gevormde kanton Bagnoles-de-l'Orne.

## Gemeenten
Het kanton Juvigny-sous-Andaine omvatte de volgende gemeenten:
- Bagnoles-de-l'Orne
- La Baroche-sous-Lucé
- Beaulandais
- La Chapelle-d'Andaine
- Geneslay
- Haleine
- Juvigny-sous-Andaine (hoofdplaats)
- Loré
- Lucé
- Perrou
- Saint-Denis-de-Villenette
- Sept-Forges
- Tessé-Froulay